# جون تيودور بوتشولز
جون تيودور بوتشولز (بالإنجليزية: John Theodore Buchholz)‏ (1888-1951) عالم نبات أمريكي متخصص النباتات عاريات البذور.